# Oživljenice
Oživljenice su riječi koje su prešle u pasivni leksik djelovanjem izvanjezičnih čimbenika, ali se zbog raznih političkih promjena vraćaju u aktivan leksik. Često su bile zamjenjivane drugim riječima.

## Primjeri oživljenica
(u hrvatskom jeziku)
- službe, zvanja, ustanove i posjedi

djelatnik, dužnosnik, oporbenjak, vježbenik, župan, županija, veleučilište
- vojni nazivi

bojnik, časnik, stožer, topništvo, bitnica

- nekadašnji arhaizmi

predmnijevati, glede, sveza, pismohrana, promidžba, prosvjed, vjerodajnica

- ostalo

domovnica, putovnica, pristojba, kuna, naslovnica, ophodnja, dojam, ozračje, prigoda